# Ledis Balceiro
Ledis Balceiro (Matanzas, Matanzas, 18 de abril de 1975) é um canoísta de velocidade cubano na modalidade de canoagem.

## Carreira
Foi vencedor da medalha de prata em C-1 1000 m em Sydney 2000.
Foi vencedor da medalha de prata em C-2 500 m em Atenas 2004.